# La casa del Granella
La casa del Granella è una novella di Luigi Pirandello. Fa parte della raccolta La vita nuda (1922), secondo tomo delle Novelle per un anno.

## Trama
I tre membri della famiglia Piccirilli (una coppia e la loro figlia) hanno preso in affitto una casa, ma decidono di lasciarla dopo essersi convinti che è infestata dagli spiriti. Ne scaturisce dunque una vertenza giudiziaria tra i Piccirilli e Granella, proprietario della casa.

## Edizioni
- Luigi Pirandello, Novelle per un anno, Prefazione di Corrado Alvaro, Mondadori 1956-1987, 2 volumi. 0001690-7
- Luigi Pirandello, Novelle per un anno, a cura di Mario Costanzo, Prefazione di Giovanni Macchia, I Meridiani, 2 volumi, Arnoldo Mondadori, Milano 1987 EAN: 9788804211921
- Luigi Pirandello, Tutte le novelle, a cura di Lucio Lugnani, Classici Moderni BUR, Milano 2007, 3 volumi.
- Luigi Pirandello, Novelle per un anno, a cura di S. Campailla, Newton Compton, Grandi tascabili economici.I mammut, Roma 2011 Isbn 9788854136601
- Luigi Pirandello, Novelle per un anno, a cura di Pietro Gibellini, Giunti, Firenze 1994, voll. 3.